# Lakeside
Lakeside je americká funková hudební skupina, založená v roce 1969, ve městě Dayton ve státě Ohio. Jejich největšími hity jsou "Fantastic Voyage", "Raid", "Outrageous".

## Členové
- Mark Adam Wood Jr. .: vokály, klavír, klávesy; 1969-
- Tiemeyer McCain: vokály; 1969-1986
- Thomas Shelby: vokály; 1970-1983, 2007-
- Stephen Shockley: kytara; 1969-
- Norman Beavers: klávesy; 1969-1987
- Marvin Craig: baskytara; 1973-
- Fred Lewis: perkuse; 1974-
- Otis Stokes: kytara, baskytara, vokály; 1975-1986
- Fred Alexander Jr: bicí; 1977-

## Diskografie

### Alba
- 1977 – Lakeside
- 1978 – Shot of Love - US # 74, R & amp; B # 10
- 1979 – Rough Riders - US # 141, R & amp; B # 21
- 1980 - Fantastic Voyage - US # 16, R & amp; B # 2
- 1981 – Keep on Moving Straight Ahead - US # 109, R & amp; B # 32
- 1982 – Your Wish Is My Command - US # 58, R & amp; B # 9
- 1983 – Untouchables - US # 42, R & amp; B # 10
- 1984 – Outrageous - US # 68, R & amp; B # 11
- 1987 – Power - R & amp; B # 35